# Le Mesnil-Réaume
Le Mesnil-Réaume és un municipi francès situat al departament del Sena Marítim i a la regió de Normandia. L'any 2007 tenia 502 habitants.

## Demografia

### Població
El 2007 la població de fet de Le Mesnil-Réaume era de 502 persones. Hi havia 188 famílies de les quals 28 eren unipersonals (7 homes vivint sols i 21 dones vivint soles), 70 parelles sense fills, 87 parelles amb fills i 3 famílies monoparentals amb fills.
La població ha evolucionat segons el següent gràfic:
Habitants censats

### Habitatges
El 2007 hi havia 194 habitatges, 186 eren l'habitatge principal de la família, 4 eren segones residències i 4 estaven desocupats. 192 eren cases i 3 eren apartaments. Dels 186 habitatges principals, 164 estaven ocupats pels seus propietaris i 22 estaven llogats i ocupats pels llogaters; 6 tenien dues cambres, 18 en tenien tres, 49 en tenien quatre i 113 en tenien cinc o més. 170 habitatges disposaven pel capbaix d'una plaça de pàrquing. A 70 habitatges hi havia un automòbil i a 102 n'hi havia dos o més.

### Piràmide de població
La piràmide de població per edats i sexe el 2009 era:
| Homes | Edats   | Dones |
| ----- | ------- | ----- |
| 0     | 95 o +  | 0     |
| 0     | 90 a 94 | 8     |
| 4     | 85 a 89 | 4     |
| 0     | 80 a 84 | 0     |
| 8     | 75 a 79 | 8     |
| 4     | 70 a 74 | 4     |
| 16    | 65 a 69 | 8     |
| 4     | 60 a 64 | 8     |
| 8     | 55 a 59 | 0     |
| 16    | 50 a 54 | 24    |
| 24    | 45 a 49 | 24    |
| 12    | 40 a 44 | 16    |
| 16    | 35 a 39 | 20    |
| 32    | 30 a 34 | 16    |
| 12    | 25 a 29 | 20    |
| 16    | 20 a 24 | 12    |
| 16    | 15 a 19 | 24    |
| 20    | 10 a 14 | 20    |
| 4     | 5 a 9   | 12    |
| 4     | 0 a 4   | 12    |

## Economia
El 2007 la població en edat de treballar era de 309 persones, 226 eren actives i 83 eren inactives. De les 226 persones actives 211 estaven ocupades (105 homes i 106 dones) i 15 estaven aturades (7 homes i 8 dones). De les 83 persones inactives 35 estaven jubilades, 17 estaven estudiant i 31 estaven classificades com a «altres inactius».

### Ingressos
El 2009 a Le Mesnil-Réaume hi havia 214 unitats fiscals que integraven 577 persones, la mediana anual d'ingressos fiscals per persona era de 17.019 €.

### Activitats econòmiques
Dels 10 establiments que hi havia el 2007, 1 era d'una empresa de fabricació d'altres productes industrials, 5 d'empreses de construcció, 2 d'empreses de transport, 1 d'una empresa d'hostatgeria i restauració i 1 d'una empresa classificada com a «altres activitats de serveis».
Dels 5 establiments de servei als particulars que hi havia el 2009, 1 era un guixaire pintor, 1 fusteria, 2 lampisteries i 1 perruqueria.
L'únic establiment comercial que hi havia el 2009 era una fleca.
L'any 2000 a Le Mesnil-Réaume hi havia 4 explotacions agrícoles.

## Equipaments sanitaris i escolars
El 2009 hi havia una escola elemental integrada dins d'un grup escolar amb les comunes properes formant una escola dispersa.

## Poblacions més properes
El següent diagrama mostra les poblacions més properes.